# Yves Segers (zanger)
Yves Segers (Halle, 10 september 1971) is een Belgische zanger. Hij werd bekend als leadzanger van de Vlaamse groep Toast.

## Biografie

### Jeugd
Yves Segers startte reeds op 16-jarige leeftijd een solocarrière. Van 1990 tot eind 1992 fungeerde hij als de zanger van de populaire groep Toast. Ik schreeuw het van de daken werd hun bekendste hit en was goed voor een gouden plaat. Het album Twee uur 's nachts behaalde eveneens de gouden status.

### 1993–2000
In januari 1993 verscheen Segers' eerste solosingle Zie me graag, die weinig succesvol was. Ook de opvolgende singles bereikten de hitparades niet. Zijn eerste album 'n Apart gevoel werd niet commercieel genoeg bevonden en het succes bleef uit. Hierna maakte hij een cover van een klassieker van Barry Manilow, Mandy. Deze Vlaamse versie kreeg veel airplay en werd bestempeld als een van de betere covers van het jaar 1994.
Onder de naam Tempo liet Segers in juni 1995 opnieuw van zich horen. De sambasingle Een hele zomer lang, zijn eerste eigen compositie, werd veel gedraaid op verschillende Vlaamse radiostations. De Spaanstalige versie Enamorado voy uit 1996 kwam terecht in Zuid-Amerika en prijkte er op tal van compilatie-cd's. In Duitsland en Spanje werd het nummer menig keer gecoverd. De single Hou je glimlach voor mij werd een hit in de Vlaamse Ultratop.
In de zomer van 1997 scoorde Segers, nu weer onder zijn eigen naam, een hit met de wals Café De Zwaan. Hij maakte hier ook een Franse versie van: Au café Du Port, waarmee hij enkele keren te zien was op de Franse tv. De opvolger Leve de liefde, een country-square-dance-liedje, haalde de Vlaamse hitparade echter niet. Hierna werd het weer stiller rond de zanger, tot in november 1998 zijn album Trek het je niet aan verscheen.
Tijdens een vakantie op Kreta had Segers zich laten inspireren door de Griekse muziek. De sirtaki Kus me werd zijn zomersingle in 1999.

### Eurosong
Yves Segers deed enkele keren mee aan Eurosong, de Vlaamse preselecties voor het Eurovisiesongfestival. In 1993 waagde hij zijn kans met de ballade M'n liefste, waarmee hij net geen finaleplaats haalde. Hij ondernam een nieuwe poging in 1999, dit keer met de folksong Recht vooruit. Wederom haalde hij de finale niet.

### 2000–heden
In 2000 bracht Segers de singles Ik mis je (een zelfgeschreven disconummer) en Sarah uit (een countrypop-ambiancedeuntje van de hand van zijn ex-Toast-kompaan en arrangeur Guido Sergooris). De nummers kwamen te staan op het in 2001 verschenen album Veelzijdig, waarvan nog enkele singles werden uitgebracht: Een lach van jou (geïnspireerd op Y.M.C.A. van de Village People), Noché de la pasion (waarvan zowel een Spaanstalige als Nederlandstalige versie werd opgenomen), De straatmuzikant (een wals in de stijl van Café De Zwaan) en de popballade Levenslang. Geen van deze singles werd een grote hit. Ook de cover Geen wonder dat ik ween (een vroegere hit van Paul Severs, maar dan in een rock-'n-roll getinte versie) haalde de hitlijsten niet.
Segers bleef aan de weg timmeren en bracht bijna jaarlijks een nieuw album uit, waaronder de verzamelaar Een uurtje met Yves Segers (2003), Rendez-vous (2004), Recht vooruit (2006), Alle remmen los (2007) en Van harte (2008). Op 10 september 2006 gaf Segers een verjaardagsconcert naar aanleiding van zijn 25-jarige carrière. Hij trad hierbij op met een zeskoppige live-band. In 2011 verscheen de single Boven op de berg, een cover van de gelijknamige hit van de Double Dj's.
Met de single Een beetje gay (dat is okay) scoorde Segers in 2012 na vijftien jaar weer een hit in de Ultratop. Het nummer bereikte bovendien de nummer 1-positie in de Vlaamse top 10. De albums Nog lang niet uitgefeest (2015) en Het dak eraf (2017) werden bescheiden successen. In 2024 ging hij een samenwerking aan met ambiancezanger Louis Flion waarmee hij het feestlied Skinnydippen uitbracht.

## Discografie

### Singles
| Single met hitnotering(en) in de Vlaamse Ultratop 50 | Datum van verschijnen | Datum van binnenkomst | Hoogste positie | Aantal weken | Opmerkingen                                |
| ---------------------------------------------------- | --------------------- | --------------------- | --------------- | ------------ | ------------------------------------------ |
| Hou je glimlach voor mij                             | 1995                  | 07-10-1995            | 39              | 3            | als Tempo Nr. 9 in de Vlaamse Top 10       |
| Café "De Zwaan"                                      | 1997                  | 06-09-1997            | 37              | 8            | Nr. 6 in de Vlaamse Top 10                 |
| Leve de liefde                                       | 1997                  | 29-11-1997            | tip6            | -            | Nr. 9 in de Vlaamse Top 10                 |
| Boven op de berg                                     | 2011                  | 19-02-2011            | tip25           | -            | Nr. 10 in de Vlaamse Top 10                |
| Dansen op de maan                                    | 2011                  | 22-10-2011            | tip62           | -            | Nr. 7 in de Vlaamse Top 10                 |
| Een beetje gay (dat is okay)                         | 2012                  | 24-11-2012            | 22              | 5            | Nr. 1 in de Vlaamse Top 10                 |
| 't Is weer bingo                                     | 2013                  | 14-12-2013            | tip24           | -            | Nr. 6 in de Vlaamse Top 10                 |
| Geef mij maar schlager                               | 2014                  | 15-03-2014            | tip34           | -            | Nr. 4 in de Vlaamse Top 10                 |
| Loop naar de maan!!                                  | 2014                  | 22-11-2014            | tip59           | -            | Nr. 31 in de Vlaamse Top 50                |
| Wonderbaar                                           | 2015                  | 02-05-2015            | tip83           | -            | Nr. 41 in de Vlaamse Top 50                |
| Waar zijn die handjes                                | 2015                  | 26-12-2015            | tip98           | -            | Nr. 22 in de Vlaamse Top 50                |
| De Duivels gaan naar Frankrijk                       | 2016                  | 21-05-2016            | tip             | -            | met DJ Daddy Cool                          |
| Iedereen doet 't                                     | 2016                  | 17-09-2016            | tip             | -            | Nr. 22 in de Vlaamse Top 50                |
| Waar is mijn vleeskroket?                            | 2017                  | 04-02-2017            | tip             | -            | Nr. 37 in de Vlaamse Top 50                |
| Leo                                                  | 2017                  | 04-02-2017            | tip             | -            | met Funkhauser Nr. 49 in de Vlaamse Top 50 |
| Frankie                                              | 2017                  | 15-07-2017            | tip             | -            |                                            |
| Geweldig figuur                                      | 2017                  | 23-12-2017            | tip             | -            | Nr. 39 in de Vlaamse Top 50                |
| Schudden                                             | 2018                  | 21-07-2018            | tip             | -            | Nr. 34 in de Vlaamse Top 50                |
| Vi va vogeltje                                       | 2019                  | 09-02-2019            | tip             | -            | Nr. 38 in de Vlaamse Top 50                |
| Lekker leven                                         | 2019                  | 22-06-2019            | tip             | -            | Nr. 36 in de Vlaamse Top 50                |
| Hallo hallo                                          | 2020                  | 18-01-2020            | tip             | -            |                                            |
| Dat ene moment                                       | 2020                  | 07-11-2020            | tip             | -            | met Celien                                 |
| Zweven tussen sterren                                | 2021                  | 22-05-2021            | tip             | -            | Nr. 23 in de Vlaamse Top 50                |

### Albums
| Album met hitnotering(en) in de Vlaamse Ultratop 200 albums | Datum van verschijnen | Datum van binnenkomst | Hoogste positie | Aantal weken | Opmerkingen |
| ----------------------------------------------------------- | --------------------- | --------------------- | --------------- | ------------ | ----------- |
| Nog lang niet uitgefeest                                    | 2015                  | 04-04-2015            | 73              | 9            |             |
| Het dak eraf                                                | 2017                  | 11-03-2017            | 33              | 12           |             |

## Trivia
- Yves Segers werd in 1993 Prins Carnaval in zijn geboortestad Halle. Elf jaar eerder werd hij ginds al mini-prins.
- Yves liep mee in de Aalsterse carnavalsstoet in 2016 met Akv Beschomt waar hij de Aalsterse versie van "waar zijn die handjes" zong. Woor zen die handjes was het thema van de groep dat jaar.